# Guido Van Calster
Guido Van Calster (Montaigu-Zichem, Scherpenheuvel-Zichem, 6 de febrero de 1956) fue un ciclista belga, profesional entre 1978 y 1989, cuyos mayores éxitos deportivos los logró en la Vuelta a España al conseguir dos victorias de etapa y la clasificación por puntos en la edición de 1984.

## Palmarés
| 1976 (como amateur) - 1 etapa de la Vuelta Ciclista de Chile 1977 (como amateur) - 4 etapas del Tour del Porvenir 1978 - 1 etapa en el Tour del Mediterráneo 1980 - 1 etapa en la Dauphiné Libéré 1981 - 1 etapa en la Vuelta al País Vasco - 1 etapa en la Vuelta a Bélgica | 1982 - 2 etapas en la Vuelta a Suiza - Druivenkoers Overijse 1984 - 2 etapas en la Vuelta a España y clasificación por puntos - 1 etapa en la Vuelta a Andalucía 1986 - 1 etapa de la Vuelta a Castilla y León 1987 - Vuelta a Aragón - Torrejón - Dyc |

## Resultados en Grandes Vueltas y Campeonatos del Mundo
| Carrera         | 1979 | 1980 | 1981 | 1982 | 1983 | 1984 | 1985 | 1986 | 1987 | 1988 |
| --------------- | ---- | ---- | ---- | ---- | ---- | ---- | ---- | ---- | ---- | ---- |
| Giro de Italia  | -    | -    | -    | 51.º | 70.º | -    | 53.º | -    | -    | -    |
| Tour de Francia | 58.º | 39.º | Ab.  | -    | -    | -    | -    | 72.º | 31.º | Ab.  |
| Vuelta a España | -    | 6.º  | -    | -    | 35.º | 25.º | -    | 47.º | 33º  | 50.º |
| Mundial en Ruta | -    | -    | 5º   | -    | -    | -    | -    | -    | -    | -    |

-: no participa

Ab.: abandono